# Conrad Schumann

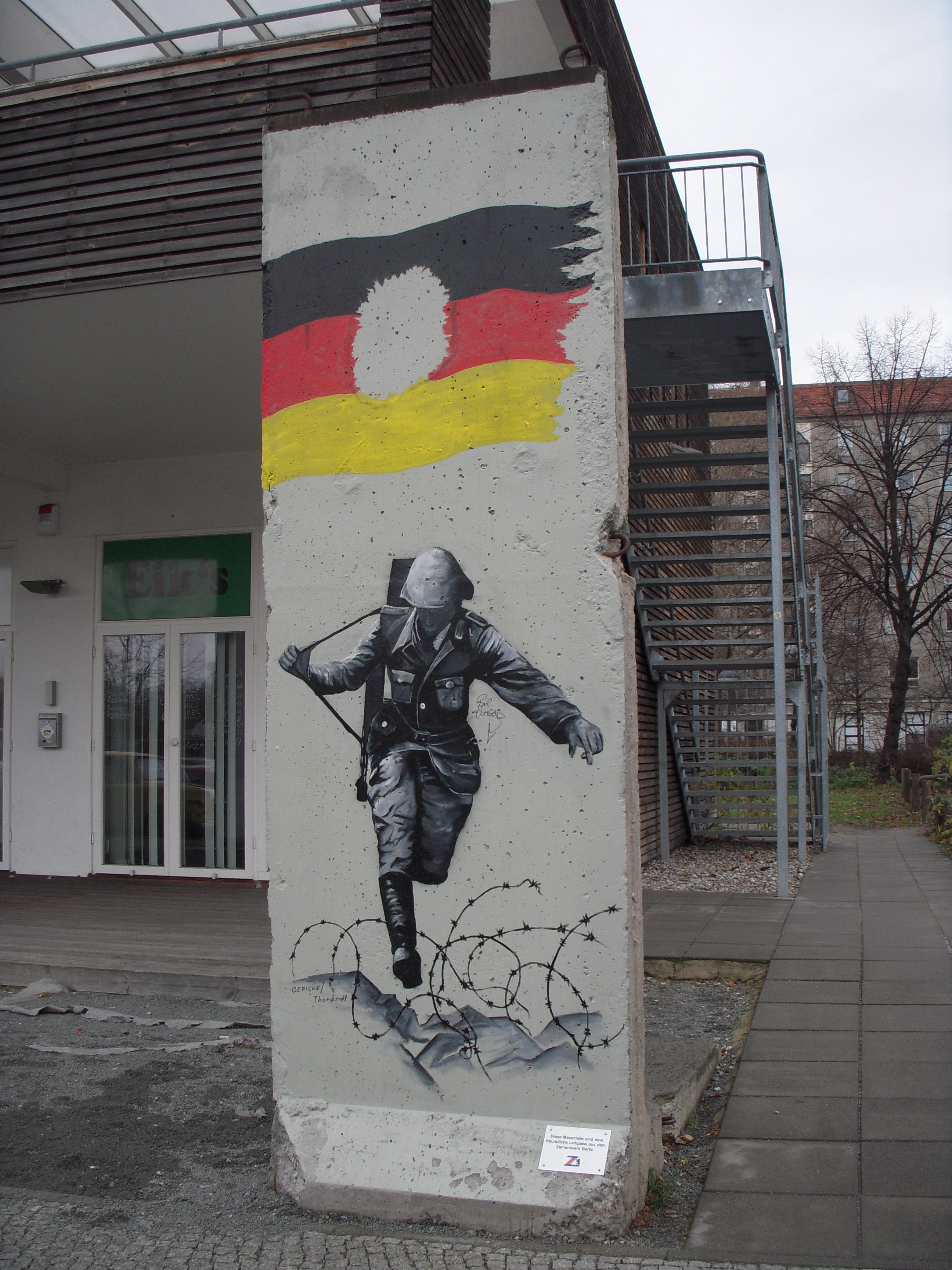
Conrad Schumanns flykt avbildad på en del av Berlinmuren.

Hans Conrad Schumann, född 28 mars 1942 i Leutewitz nära Riesa, död 20 juni 1998 i Oberemmendorf nära Kipfenberg, var en av de mest kända rymmarna från Östtyskland.
Schumann tjänstgjorde som soldat i östtyska Bereitschaftspolizei. Efter tre månaders träning i Dresden skickades han till underofficersskolan i Potsdam och efter det anmälde han sig frivillig till tjänst i Berlin.
Den 15 augusti 1961, 19 år gammal, var Schumann stationerad som gränsvakt och vaktade Berlinmuren vid hörnet av Ruppiner Strasse och Bernauer Strasse i den franska sektorn. Det var på den tredje dagen av murens byggnation, när den på den platsen bara bestod av en enda rulle concertinatråd, då personer från den västra delen skrek Komm rüber! ("kom över!"). Schumann hoppade över taggtråden medan han slängde sin PPSj-41 kulsprutepistol ifrån sig och kördes iväg i hög hastighet av en väntande västtysk polisbil. Fotografen Peter Leibing fångade bilden av hans rymning som blev en mycket välkänd bild från Kalla kriget.
Schumann tilläts senare att resa från Västberlin till övriga Västtyskland där han bosatte sig i Bayern. Han mötte sin fru Kunigunde i staden Günzburg.
Efter Berlinmurens fall sade han att, "bara sedan 9 november 1989 [dagen då muren revs] har jag känt mig riktigt fri". Genom alla år ansattes han av skuldkänslor för att ha lämnat familjen och kollegorna på andra sidan järnridån och han hade tvekat att till och med besöka sina föräldrar, bröder och systrar i Sachsen. Efter en tids depression tog han sitt liv den 20 juni 1998 genom att hänga sig i sin trädgård nära samhället Kipfenberg i Oberbayern.